# Tinmouth
Tinmouth ist eine Town im Rutland County des Bundesstaates Vermont in den Vereinigten Staaten mit 553 Einwohnern (laut Volkszählung von 2020).

## Geografie

### Geografische Lage
Tinmouth liegt im südlichen Teil des Rutland Countys, in den Green Mountains. Durch das Zentrum der Town verläuft in Nord-Süd-Richtung ein Höhenzug, der Tinmouth in einen östliches und ein westliches Gebiet teilt. Der Clarendon River entspringt im Chipman Lake, welcher sich im Südosten der Town befindet. Er durchfließg die Town mit seinen Zuflüssen in nördlicher Richtung und durchfließt die Tinmouth Channel Wildlife Management Area. Der Poultney River entspringt im Nordwesten und durchfließt die Town in westlicher Richtung. In Tinmouth gibt es große Eisenfundstellen.

### Nachbargemeinden
Alle Entfernungen sind als Luftlinien zwischen den offiziellen Koordinaten der Orte aus der Volkszählung 2010 angegeben.
- Nordosten: Ira, 5,1 km
- Osten: Wallingford, 13,7 km
- Süden: Danby, 3,2 km
- Südwesten: Pawlet, 12,9 km
- Westen: Wells, 13,2 km
- Westen: Middletown Springs, 6,3 km
- Nordwesten: Clarendon, 9,8 km

### Stadtgliederung
In Tinmouth gibt es außer dem Hamlet Tinmouth keine weiteren Villages oder Hamlets.

### Klima
Die mittlere Durchschnittstemperatur in Tinmouth liegt zwischen −7,2 °C (19 °Fahrenheit) im Januar und 20,6 °C (69 °Fahrenheit) im Juli. Damit ist der Ort gegenüber dem langjährigen Mittel der USA um etwa 9 Grad kühler. Die Schneefälle zwischen Mitte Oktober und Mitte Mai liegen mit mehr als zwei Metern etwa doppelt so hoch wie die mittlere Schneehöhe in den USA. Die tägliche Sonnenscheindauer liegt am unteren Rand des Wertespektrums der USA, zwischen September und Mitte Dezember sogar deutlich darunter.

## Geschichte
Tinmouth wurde am 15. September 1761 als Grant durch Benning Wentworth gegründet. Den Grant bekam Joseph Hooker und weitere Siedler. Das Land wurde in siebzig Teile geteilt, von denen fünf reserviert waren. Diese bekamen Benning Wentworth, die anglikanische Kirche, der erste Priester, der sich in der Town niederlassen würde, für den Unterhalt und Betrieb einer Schule und ein Teil für kirchliche Missionsarbeit. Die Gründungsversammlung fand erst 1774 statt, auch wenn im Grant niedergelegt war, dass diese bereits 1762 hätte stattfinden sollen. Tinmouth gab etwa 1/3 seiner ursprünglichen Fläche ab für die Gründung von Middletown Springs und Wallingford.
An den Flüssen bildeten sich einige Mühlen, jedoch nur in einem recht geringen Umfang, hauptsächlich um den Bedarf der frühen Siedler zu decken. Auch gab es zwei Schmieden, eine Käserei und einige Geschäfte. Die Bewohner betrieben vornehmlich Land- und Forstwirtschaft.

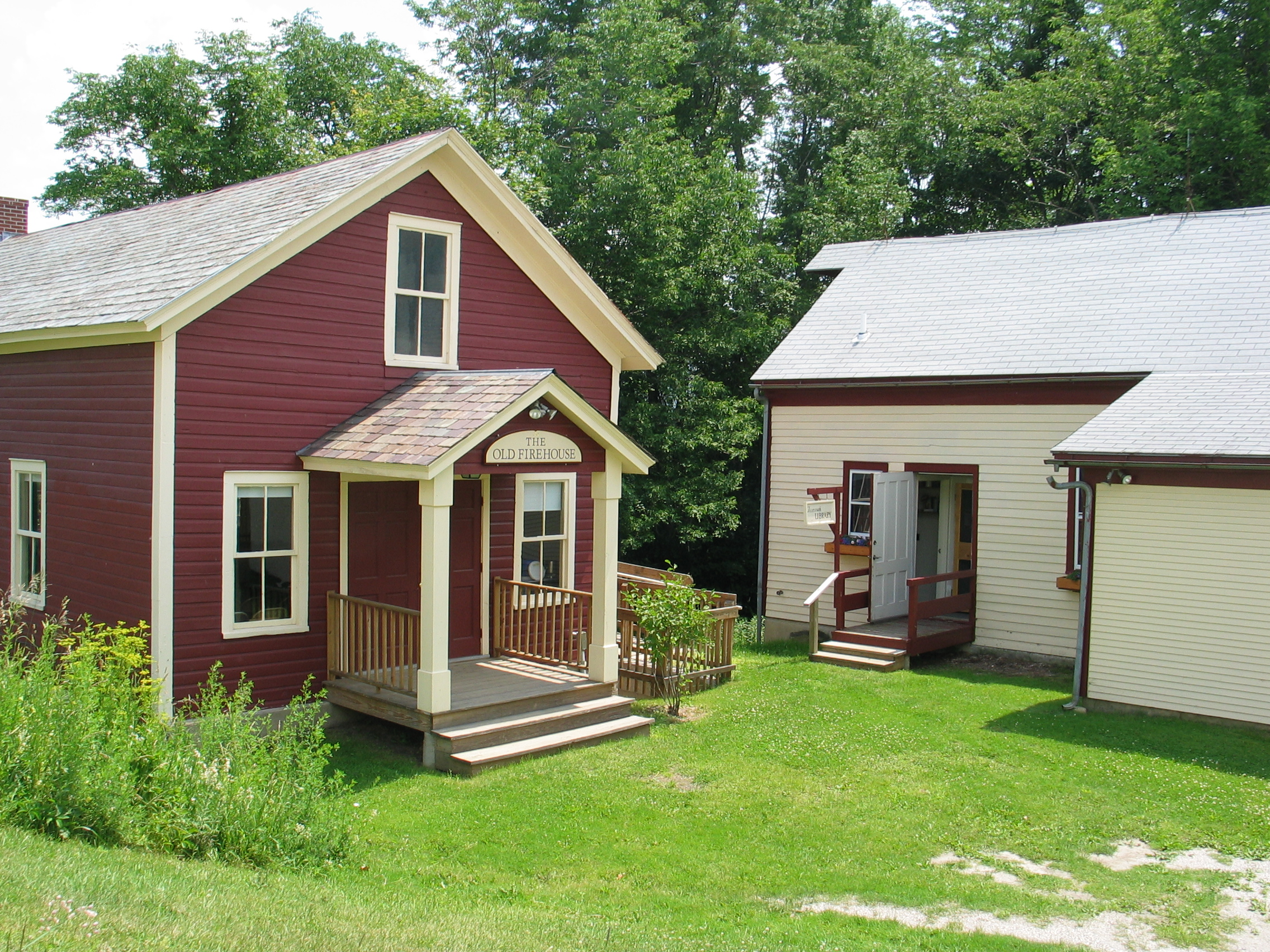
Links das Old Firehouse und rechts die Tinmouth Bücherei

Das alte Feuerwehrhaus war ursprünglich die Große Scheune der Stadt. Es wurde in den 1960er Jahren zum Feuerwehrhaus umfunktioniert und ein Feuerwehrwagen wurde untergestellt. Nachdem in den 1970er Jahren ein neues Feuerwehrhaus gebaut worden war, stand es leer. Mit Hilfe des Historic Preservation funds und des Vermont Arts Council’s Cultural Facilities Grants wurde es 1999 renoviert. Seitdem finden hier Konzerte und auch die Old Firehouse Concert Series statt. Es kann auch durch die Bewohner angemietet werden.

### Religionen
Die erste und lange Zeit einzige Glaubensrichtung in Tinmouth war der Kongregationalismus die Gemeinde bildete sich 1780. Eine kleine Episkopale Gemeinde sowie einige Methodisten lebten in Tinmouth. Heute befindet sich eine Gemeinde der United Methodist in Tinmouth.

### Einwohnerentwicklung
| Volkszählungsergebnisse – Town of Tinmouth, Vermont | Volkszählungsergebnisse – Town of Tinmouth, Vermont | Volkszählungsergebnisse – Town of Tinmouth, Vermont | Volkszählungsergebnisse – Town of Tinmouth, Vermont | Volkszählungsergebnisse – Town of Tinmouth, Vermont | Volkszählungsergebnisse – Town of Tinmouth, Vermont | Volkszählungsergebnisse – Town of Tinmouth, Vermont | Volkszählungsergebnisse – Town of Tinmouth, Vermont | Volkszählungsergebnisse – Town of Tinmouth, Vermont | Volkszählungsergebnisse – Town of Tinmouth, Vermont | Volkszählungsergebnisse – Town of Tinmouth, Vermont |
| Jahr                                                | 1700                                                | 1710                                                | 1720                                                | 1730                                                | 1740                                                | 1750                                                | 1760                                                | 1770                                                | 1780                                                | 1790                                                |
| --------------------------------------------------- | --------------------------------------------------- | --------------------------------------------------- | --------------------------------------------------- | --------------------------------------------------- | --------------------------------------------------- | --------------------------------------------------- | --------------------------------------------------- | --------------------------------------------------- | --------------------------------------------------- | --------------------------------------------------- |
| Einwohner                                           |                                                     |                                                     |                                                     |                                                     |                                                     |                                                     |                                                     |                                                     |                                                     | 935                                                 |
| Jahr                                                | 1800                                                | 1810                                                | 1820                                                | 1830                                                | 1840                                                | 1850                                                | 1860                                                | 1870                                                | 1880                                                | 1890                                                |
| Einwohner                                           | 973                                                 | 1001                                                | 1069                                                | 1049                                                | 781                                                 | 717                                                 | 620                                                 | 589                                                 | 532                                                 | 435                                                 |
| Jahr                                                | 1900                                                | 1910                                                | 1920                                                | 1930                                                | 1940                                                | 1950                                                | 1960                                                | 1970                                                | 1980                                                | 1990                                                |
| Einwohner                                           | 404                                                 | 410                                                 | 349                                                 | 340                                                 | 346                                                 | 348                                                 | 228                                                 | 268                                                 | 406                                                 | 455                                                 |
| Jahr                                                | 2000                                                | 2010                                                | 2020                                                | 2030                                                | 2040                                                | 2050                                                | 2060                                                | 2070                                                | 2080                                                | 2090                                                |
| Einwohner                                           | 567                                                 | 613                                                 | 553                                                 |                                                     |                                                     |                                                     |                                                     |                                                     |                                                     |                                                     |

## Kultur und Sehenswürdigkeiten

### Parks
Die Tinmouth Channel Wildlife Management Area in ein 1261 Acre (510,3 Hektar), großes Gebiet im Nordosten der Town. Ursprünglich von Ackerland umgeben, sollte der Kanal 1915 durch die Hortonia Power Company mit einem Damm für eine Wasserkraftanlage gestaut werden. Der Damm wurde nur teilweise errichtet und die Firma wurde 1929 von der Central Vermont Public Service Corporation übernommen. Zunächst beabsichtigte auch die Central Vermont Public Service Corporation die Errichtung einer Wasserkraftanlage, doch dieser Plan wurde aufgegeben und 1984 wurde das Land an das e Vermont Fish & Wildlife Department verkauft, die hier die Tinmouth Channel Wildlife Management Area errichtete.

## Wirtschaft und Infrastruktur

### Verkehr
Die Vermont State Route 133 verläuft in nördlicher Richtung durch den Süd-Westen der Town, von Pawlet nach Middletown Springs und die Vermont State Route 140 verläuft in ost-westlicher Richtung durch den nördlichen Teil der Town, von Wallingford nach Middletown Springs.

### Öffentliche Einrichtungen
In Tinmouth gibt es kein eigenes Krankenhaus. Das nächstgelegene Krankenhaus ist das Rutland Regional Medical Center in Rutland. Die nächste Haltestelle einer Eisenbahn befindet sich in Rutland.

### Bildung
Tinmouth gehört zum Mill River Union Unified School District. Dieser umfasst die Towns Clarendon, Shrewsbury, Tinmouth und Wallingford. In Tinmouth befindet sich die Tinmouth Elementary School.
In Tinmouth hat eine Public Library, im Gebäude neben dem Old Firehouse. Einwohner von Tinmouth können auch die Rutland Free Library kostenlos nutzen.

## Persönlichkeiten

### Söhne und Töchter der Stadt
- Stephen Royce (1787–1868), Politiker, Gouverneur von Vermont

### Persönlichkeiten, die vor Ort gewirkt haben
- Nathaniel Chipman (1752–1843), Politiker
- Elisha Clark (1752–1838), Politiker
- Samuel Mattocks (1739–1804), Politiker